# Rue Christine-de-Pisan
Pour les articles homonymes, voir Pisan.
La rue Christine-de-Pisan est une voie du 17e arrondissement de Paris.

## Situation et accès
La rue Christine-de-Pisan est une voie publique située dans le 17e arrondissement de Paris. Elle débute au 130, rue de Saussure et se termine en impasse.

## Origine du nom

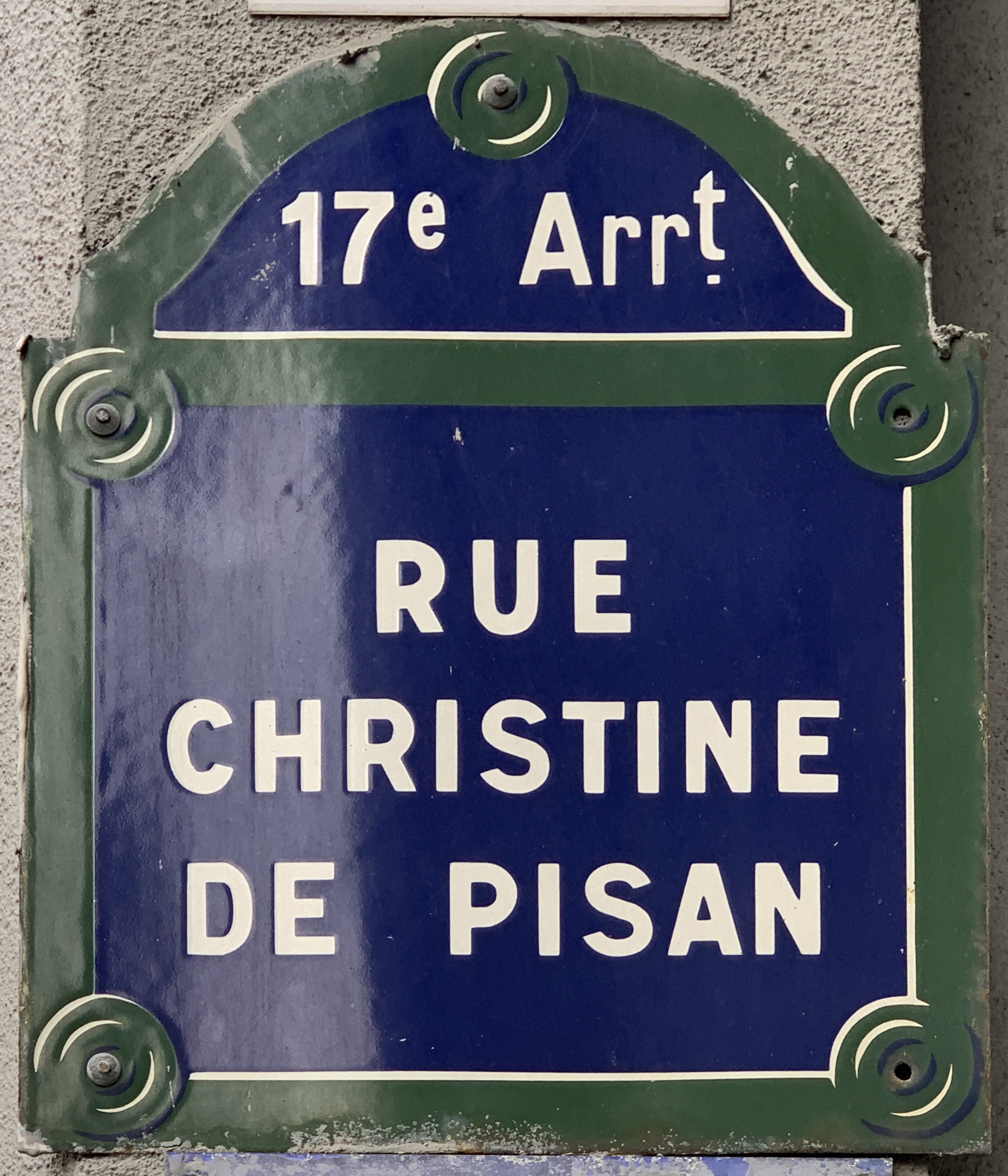
Plaque de la rue.

Le nom de cette rue honore la femme de lettres Christine de Pisan (également orthographié Pizan), née à Venise vers 1364 et morte à Poissy, vers 1430. Restée veuve avec trois enfants, elle gagna sa vie en écrivant.

## Historique
La voie est créée dans le cadre de l'aménagement de la ZAC Saussure sous le nom provisoire de « voie AF/17 » et prend sa dénomination actuelle par arrêté municipal du 18 novembre 1985.

## Bâtiments remarquables
- Au numéro 12, le siège de la Grande Loge Nationale Française
- Au no 24, une école maternelle portant le nom de Christine de Pisan.